# Staikos Staikopoulos

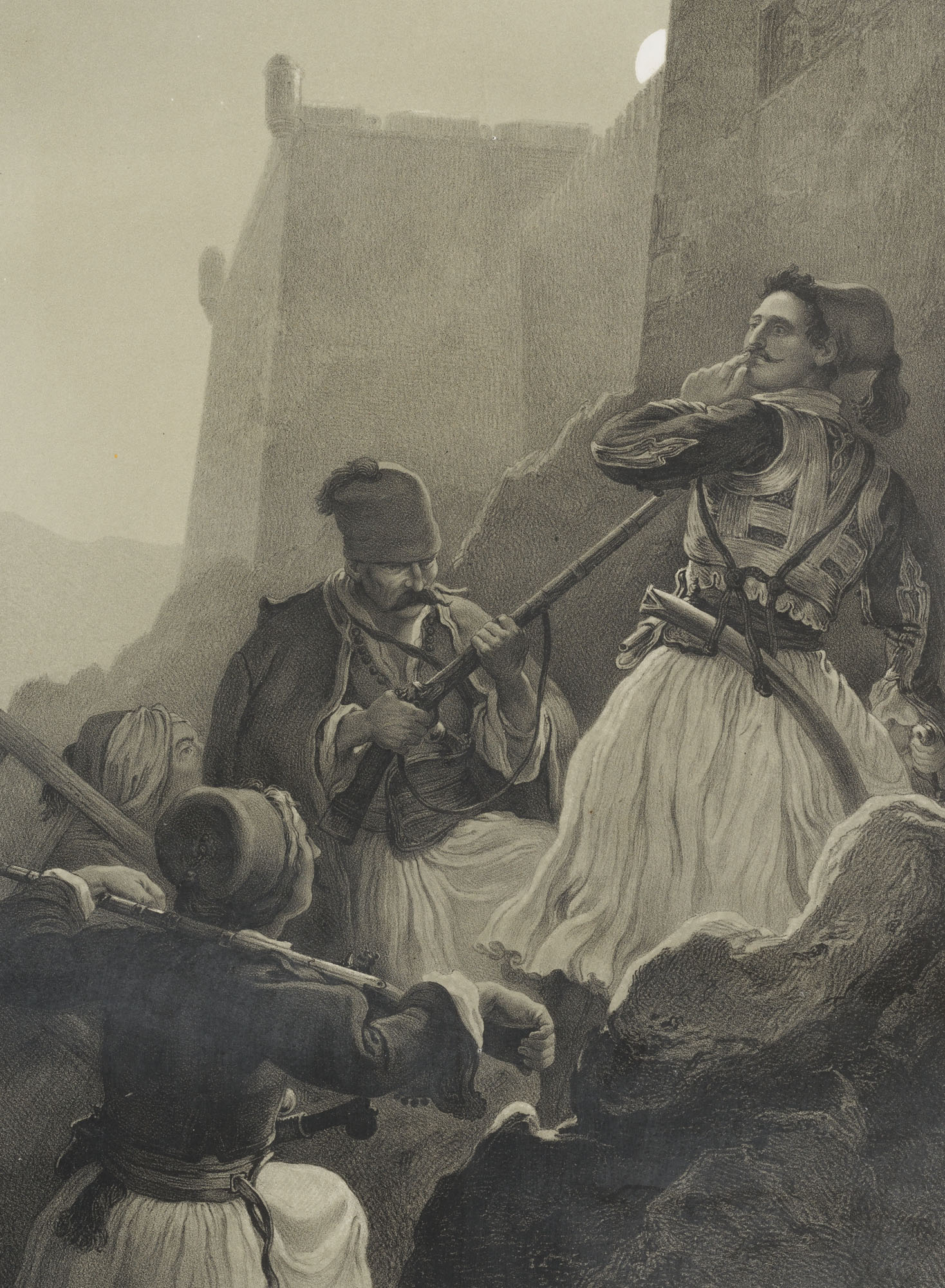
Staikos Staikopulos überrumpelt die Festung Palamidi während der Griechischen Revolution – Johann Baptist Kuhn & Peter von Hess.

Staikos Staikopoulos (griechisch Στάικος Σταϊκόπουλος; * 1798 oder 1801 in Zatouna, Arkadien; † 21. Februar 1835 Nafplio, Argolis) war ein griechischer Freiheitskämpfer, Partisanenführer, Mitglied der Filiki Eteria sowie General während der Griechischen Revolution. Besonders zeichnete er sich durch die erfolgreiche Einnahme der Festung Palamidi aus.

## Frühes Leben und Familie
Das genaue Geburtsjahr von Staikos Staikopoulos ist umstritten. Neben den genannten Jahresangaben 1798 und 1801 wird auch 1799 als mögliches Geburtsjahr erwähnt.
Im Jahr 1818 zog er nach Hydra, wo er als Kaufmann das Familienunternehmen für Lederverarbeitung und -handel zusammen mit seinen Brüdern Athanasios und Konstantinos übernahm. Sein Vater Panagiotakis war Metzger und er selbst war Lederhändler. Während seines Aufenthalts in Hydra wurde Staikos 1818 von Nikolaos Spiliotopoulos in den Geheimbund Filiki Eteria eingeführt.

## Beteiligung an der Griechischen Revolution
Im April 1821 gründete er auf eigene Kosten ein eigenes Militärkorps, das er dem Unabhängigkeitskrieg auf der Peloponnes zur Verfügung stellte und mithin als einer der ersten zu den Waffen griff. Er eilte nach Argos, wo er am Widerstand gegen Kechagiabey teilnahm.

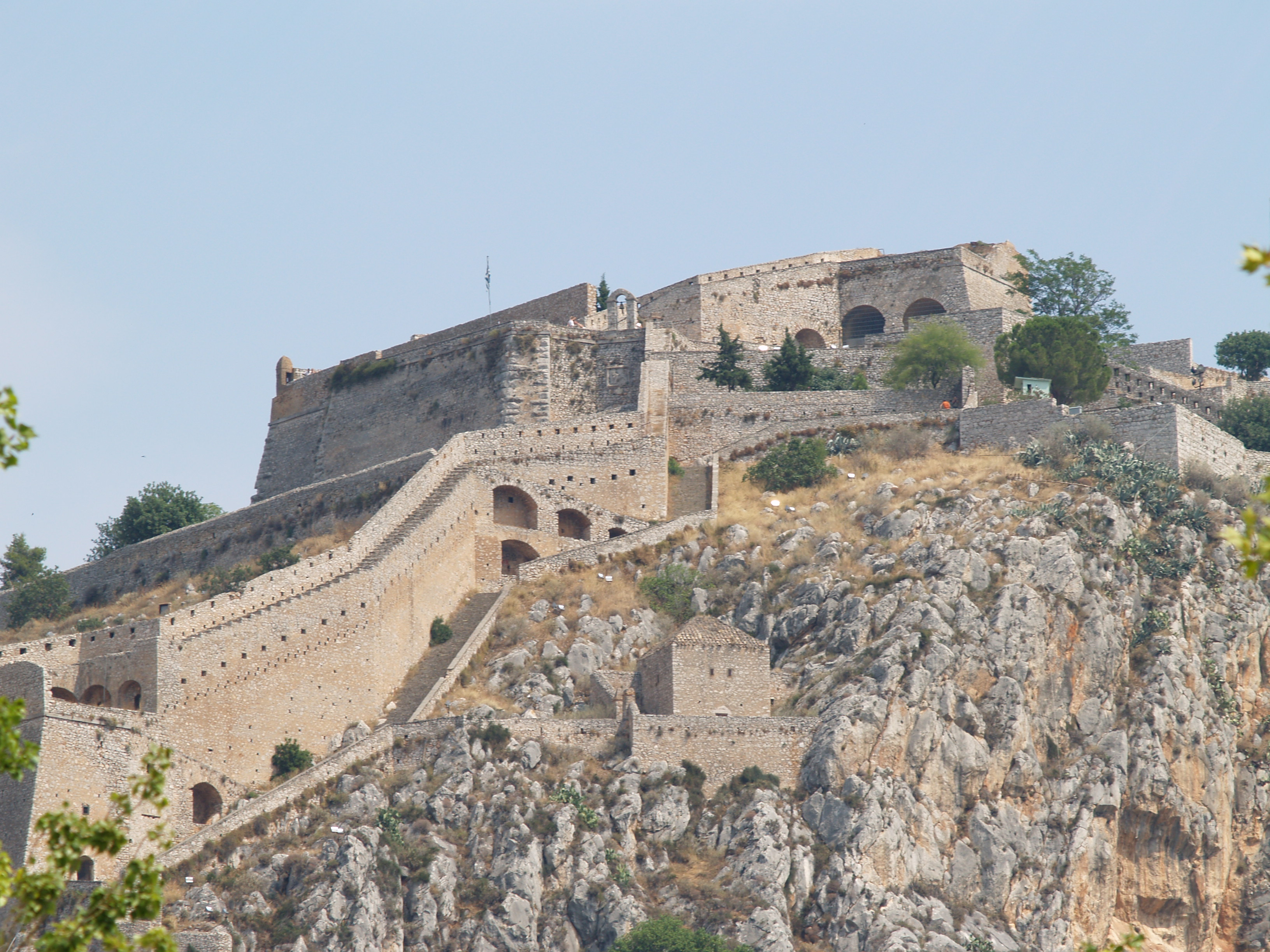
Festung Palamidi

Im selben Monat nahm er an der gescheiterten Belagerung von Nafplio teil und eroberte anschließend mit seinen Männern Achladokambos, um die Nachschublinien von Nafplio nach Tripolitsa zu unterbrechen. Ab August 1822 war Staikopoulos im Rang eines Hauptmanns an der erneuten Belagerung von Nafplio beteiligt. Er leitete die Operationen zur Einnahme der Festung Palamidi. Die osmanischen Verteidiger der Festung Palamidi zogen sich nach Nafplio zurück, um nach einer zweijährigen Belagerung über die Antwort auf ein Angebot der griechischen Kräfte zu beraten. Dieses Angebot, das vom Alten von Morea (gemeint ist Theodoros Kolokotronis) übermittelt wurde, zielte darauf ab, den Türken freien Abzug zu gewähren und so ihre Rettung zu ermöglichen. Am Vorabend des Andreastages, am 29. November 1822, war die Nacht mondlos und es regnete stark. Staikos Staikopoulos, der sich zu dieser Zeit in Aria aufhielt, nutzte die Gelegenheit, um die Festung Palamidi anzugreifen. Gemeinsam mit seinen Männern stellte er Leitern an den Klippen der 216 Meter hohen Festung auf und begann den Aufstieg. Als Erster erreichte Moschonisiotis zusammen mit Thanasis Staikopoulos die Bastion „Yurus Tapia“. Am 29. November oder in den frühen Morgenstunden des 30. November 1822 gelang es ihm und seinen Männern, die Festung zu stürmen und die griechische Flagge zu hissen, wodurch der Weg für die noch am selben Tag angestrebte Befreiung Nafplios durch Theodoros Kolokotronis geebnet wurde.

Palamidi galt als eine der stärksten Befestigungen im östlichen Mittelmeerraum. Für Staikos entscheidende Rolle bei der Einnahme wurde er vom provisorischen griechischen Kommando vom Hauptmann in den Rang eines Generals befördert. Diese Auszeichnung stieß jedoch bei einigen auf Kritik und Unmut. Staikopoulos selbst lehnte es ab, eines der Häuser zu beanspruchen, die nach der Flucht der osmanischen Bewohner leerstanden.

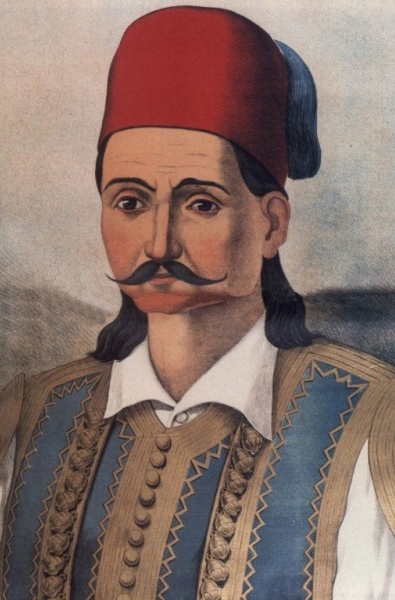
Porträt von Staikos Staikopoulos

Im April 1823 nahm Staikos Staikopoulos an der Zweiten Nationalversammlung in Astros teil und unterzeichnete die Proklamation mit seinem neuen Titel als General. Anschließend wurde er von der Exekutive mit der Belagerung der Festung Akrokorinth beauftragt. Am 26. Oktober 1823 wurde die Festung aufgegeben und fiel unter griechische Kontrolle. Während der Belagerung kam es zu einem Konflikt zwischen Staikopoulos und einem Unterstützer, der die Leistungen seiner Männer in Frage stellte. Die Auseinandersetzung führte zu Spannungen, jedoch setzte Staikopoulos seine militärische Strategie unbeirrt fort.
Kurz nach der Einnahme von Akrokorinth heiratete Staikos Staikopoulos auf Initiative seines Freundes und Landsmannes Nikolaos Spiliotopoulos. Seine Ehefrau war Katerina, die Tochter von Panagiotis Dimitrakopoulos, dem Kotzabasiden von Alonistaina. Aus der Ehe ging eine Tochter hervor, die den Namen seiner Mutter, Zacharoula, erhielt.
Während der folgenden Bürgerkriege stand er stets auf der Seite der Kolokotronis-Anhänger und mithin gegen die Regierung. Aus diesem Grund wurde er nach einer kurzen Schlacht bei Agios Sostis in Arkadien am 13. November 1824 von Regierungsbeamten verhaftet und wurde in Nafplio inhaftiert, die Stadt, die er befreit hatte.
Mit der Landung Ibrahims auf der Peloponnes wurde Staikopoulos aus der Haft entlassen und nahm als einer der ersten an verschiedenen Operationen gegen die ägyptischen Truppen teil. Dazu gehörten die gescheiterte Belagerung von Tripolitsa am 27. Dezember 1825, das Scharmützel bei Geraki im September 1825 und die Schlacht von Mehmetagas am 18. Juli 1826.

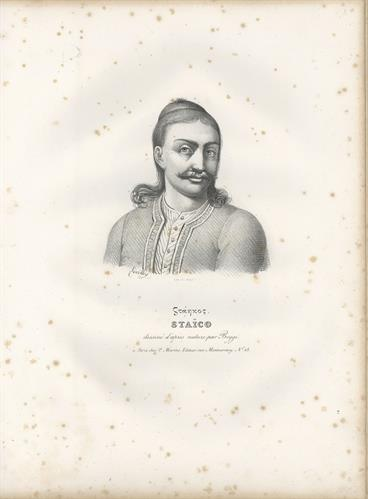
Lithographie des Revolutionärs Staikos Staikopoulos, geschaffen von Giovanni Boggi (1826).

Staikos Staikopoulos beteiligte sich gemeinsam mit anderen Mitgliedern der Filiki Eteria sowie Klephten-Kapetanen an der Gründung des „Consolato“ von Argonafplias. Dieses lokale Kontroll- und Verwaltungsorgan diente als Vorläufer einer regionalen Selbstverwaltungsstruktur während der griechischen Revolution.

## Nach der Griechischen Revolution
Nach der Befreiung Griechenlands war Staikopoulos einer der ersten Offiziere der regulären Armee, die von der Regentschaft aufgestellt wurde. Er hatte den Rang eines Oberstleutnants der Königlichen Phalanx inne.
Kurz darauf verschlechterte sich der Gesundheitszustand von Staikos Staikopoulos erheblich. Ab 1833 litt er unter "schwerer Melancholie", die in psychische Erkrankung überging. Aufgrund seiner prekären Lebensumstände war er gezwungen, um seinen Lebensunterhalt zu betteln. Seine kritischen Äußerungen über die bayerische Verwaltung führten schließlich zu seiner Verhaftung und Inhaftierung im Keller des Parlamentsgebäudes, wo er unter äußerst schlechten Bedingungen lebte. Die mangelnde Versorgung und die schwierigen Haftbedingungen beeinträchtigten seine Gesundheit nachhaltig.
Er starb am 21. Februar 1835 in Nafplio im Alter von nur 37 Jahren.
Freunde und Verwandte begannen, Geld für die Beerdigungskosten zu sammeln, doch schließlich übernahmen die Kotzambasiden der Stadt Nafplio alle Ausgaben. Staikos Staikopoulos wurde in Anwesenheit der militärischen und politischen Führung der Stadt beigesetzt. Der Diakon und Gelehrte Eugenios Diogenides hielt eine Trauerrede.

## Andenken
Nach Staikopoulos' Tod gewährte die Regierung seiner Familie im Jahr 1842 ein Grundstück im Wert von 3.500 Drachmen. Seine Frau blieb auch nach der Ankunft von König Otto in militärischen Kreisen aktiv und behielt den Rang eines Oberstleutnants.

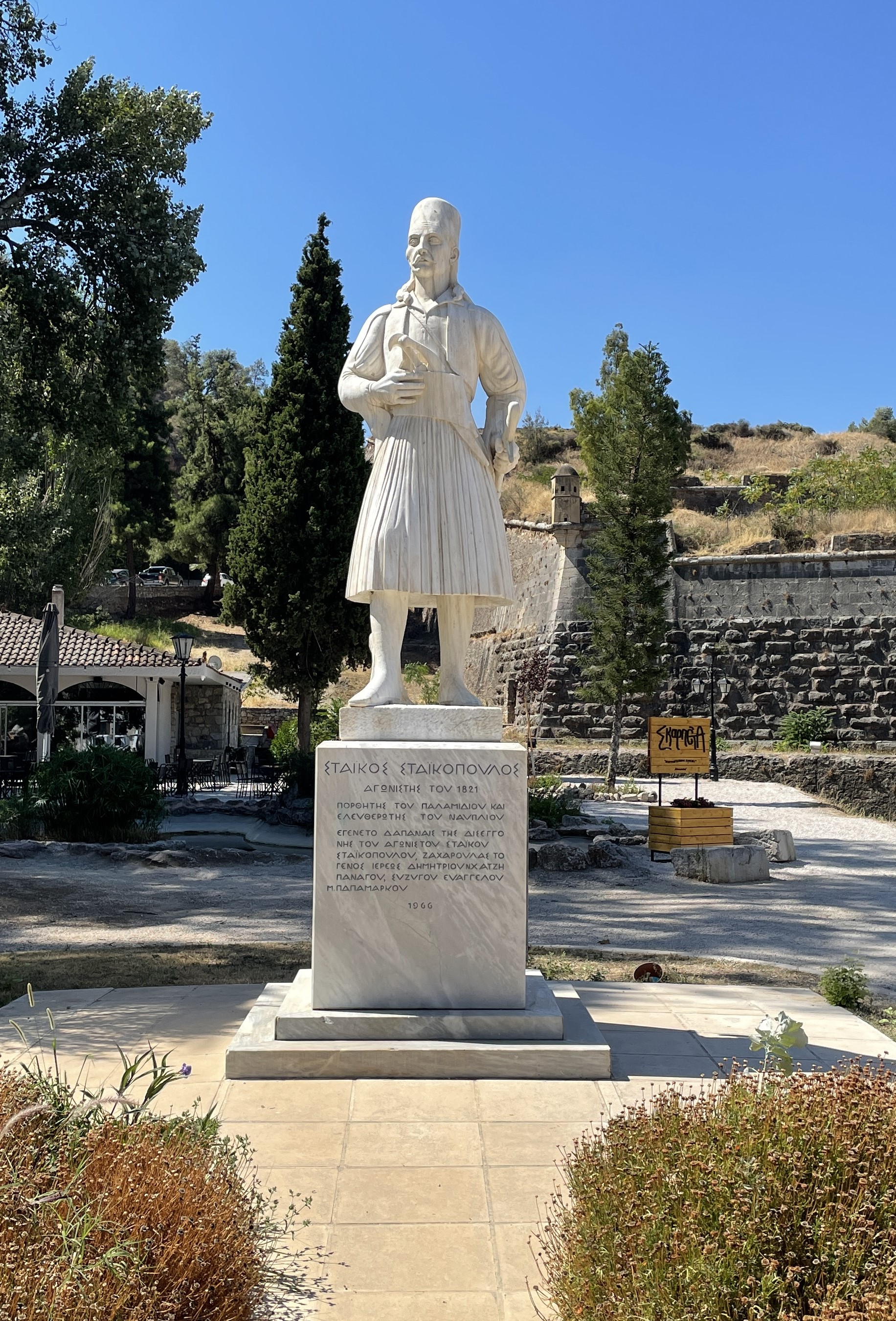
Statue des Staikopoulos in Nafplio: In seiner linken Hand hält er ein „Yatagan“, eine Art osmanisches Langmesser, das von den griechischen Kämpfern während der Revolution von 1821 häufig verwendet wurde.

Die Stadt Nafplio ehrte Staikos Staikopoulos, indem sie eine ihrer Hauptstraßen nach ihm benannte. Im Jahr 1966 wurde zu seinen Ehren seine erste Statue auf dem Staikopoulou-Platz errichtet, finanziert von seiner Urenkelin Zacharoula Papamarkou. Die Statue, gestaltet vom Bildhauer Nikolas, steht im Zentrum der jährlichen Feierlichkeiten, die jeweils am letzten Sonntag im November stattfinden.

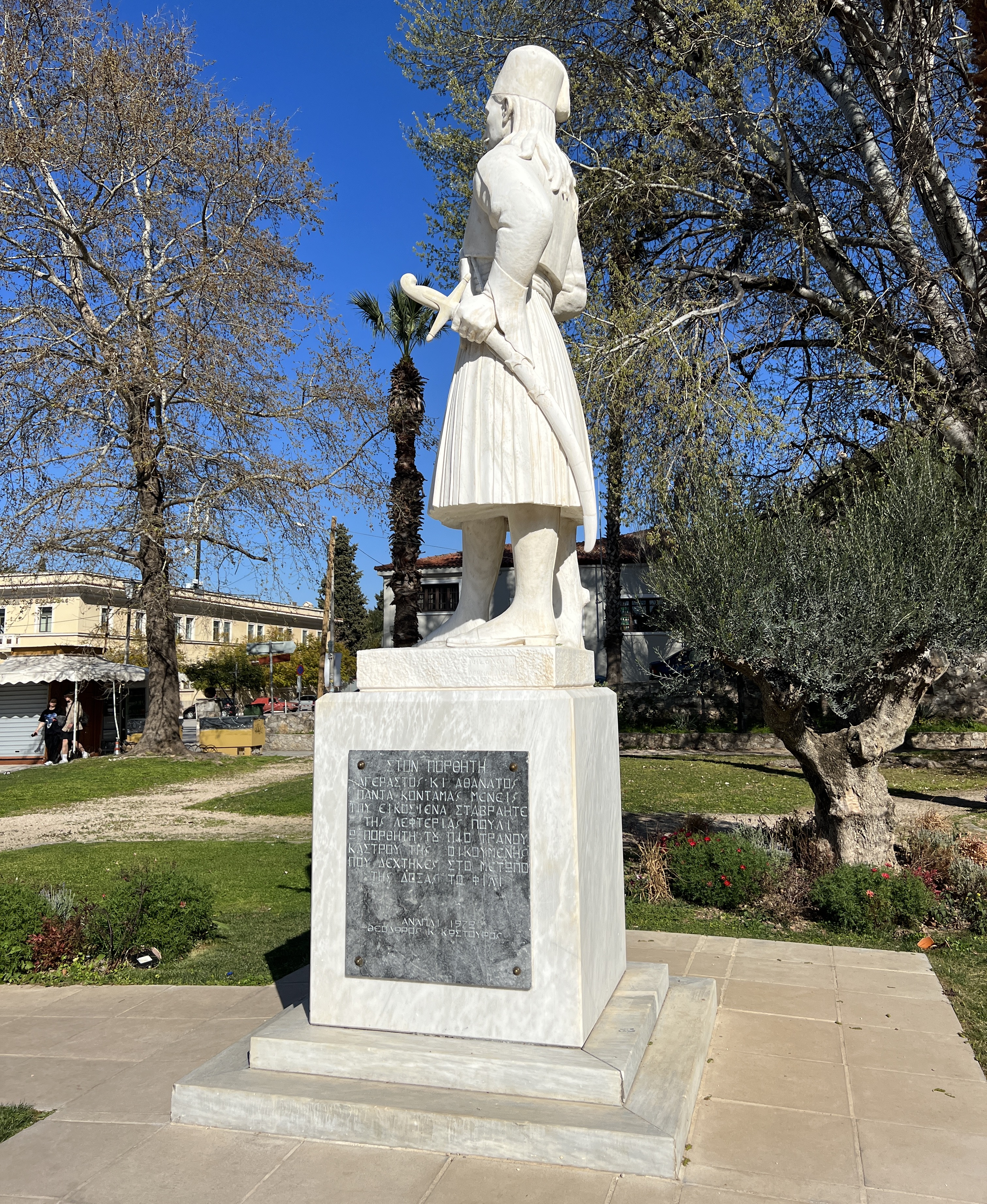
Inschrift auf dem Sockel der Statue

Auf dem Sockel des Denkmals befinden sich die folgenden, für Staikos gedichteten Verse des Dichters Theodoros K. Kostouros:
„Unvergänglich und unsterblich, bleibst du stets an unserer Seite,
Adler aus Einundzwanzig, Vogel der Freiheit.
O Eroberer der größten Burg der Welt,
der du den Kuss des Ruhms auf der Stirn empfangen hast.“
Die zweite Statue von Staikos Staikopoulos befindet sich in seiner Heimatstadt Zatouna und wurde von Athanasios Komnenos geschaffen. Sie wurde am 13. August 1983 enthüllt.